# Rio Pánuco
O rio Pánuco é um rio mexicano que nasce no planalto mexicano, fazendo parte do sistema hidrológico conhecido como Tula-Moctezuma-Pánuco. 
Pánuco é o nome dado à parte baixa do seu curso, nos estados de San Luis Potosí, Veracruz e Tamaulipas onde finalmente desemboca no mar, na cidade de Tampico. Trata-se de um dos rios mais caudalosos do México, recebendo as águas de muitos afluentes ao longo do seu curso, entre os quais se conta o rio Tamesí. 
Tem um comprimento aproximado de 120 km (o sistema completo incluindo o Moctezuma e o Tula tem cerca de 500 km). Apenas os seus últimos 15 km são navegáveis. A sua bacia hidrográfica é uma das mais poluídas do México devido a todas as indústrias (incluindo petrolífera) estabelecidas nas suas margens e também porque serve como canal de drenagem de águas da Cidade do México.